# Angelika Hunger
Angelika Hunger (* 13. November 1952 in Bergen auf Rügen) ist eine deutsche Politikerin (Die Linke).

## Leben und Beruf
Angelika Hunger besuchte bis 1969 die Polytechnische Oberschule und besuchte danach Spezialklassen für Chemie, die sie 1971 mit dem Abitur abschloss. Sie studierte bis 1974 mit dem Abschluss als Diplom-Ingenieurin für Verfahrenstechnik.
Es folgte von 1974 bis 1981 eine Anstellung als wissenschaftliche Assistentin an der Technischen Hochschule Merseburg und von 1982 bis 1992 beim Chemischen Werk Buna bzw. Dow Chemical. Von 1993 bis 1996 war sie bei der Ökologischen Sanierungsgesellschaft Bitterfeld angestellt. 1997 war sie für ein Jahr arbeitslos. Von 1998 bis 2005 war sie als Referentin der PDS-Landtagsfraktion angestellt.
Sie ist verheiratet und hat drei Kinder sowie vier Enkelkinder. Sie ist Mitglied im Förderverein Lokale Agenda 21 Merseburg.

## Politik
Sie trat 1972 in die SED ein, war 1994 bis 2007 Mitglied im Kreistag Merseburg-Querfurt und seit 2007 im Kreistag Saalekreis.

## Abgeordnete
Für die PDS zog sie 2005 (4. Wahlperiode) nach der Mandatsniederlegung eines Fraktionsmitgliedes in den Landtag von Sachsen-Anhalt ein, wo sie für die Linksfraktion im Ausschuss für Ernährung, Landwirtschaft und Forsten sowie im Ausschuss für Umwelt sitzt.